# Сергеев, Владимир Фёдорович
Владимир Фёдорович Сергеев (декабрь 1922, Остров, Псковская губерния — 11 октября 1943) — старший лейтенант Рабоче-крестьянской Красной Армии, участник Великой Отечественной войны, Герой Советского Союза (1944).

## Биография
Родился в декабре 1922 года в Острове. Окончил семь классов школы. В 1941 году был призван на службу в Рабоче-крестьянскую Красную Армию. С августа того же года — на фронтах Великой Отечественной войны. В июне 1942 года ускоренным курсом окончил Ленинградское пехотное училище. С начала 1943 года — на фронтах Великой Отечественной войны. В боях четыре раза был ранен.
К октябрю 1943 года гвардии старший лейтенант Владимир Сергеев командовал пулемётной ротой 4-го гвардейского воздушно-десантного полка 2-й гвардейской воздушно-десантной дивизии 60-й армии Центрального фронта. Отличился во время битвы за Днепр. 6 октября 1943 года рота под командованием Владимира Сергеева участвовала в боях за удержание плацдарма на западном берегу Днепра в районе села Губино Чернобыльского района Киевской области Украинской ССР, отразив большое количество немецких контратак и заставив противника отойти, захватив его позиции. 11 октября 1943 года в бою был ранен, но продолжал сражаться, пока не погиб. Похоронен в селе Сосновка Глуховского района Сумской области Украины.
Представлен к награждению званием Героя Советского Союза за мужество и героизм в битве при форсировании Днепра. Указом Президиума Верховного Совета СССР «О присвоении звания Героя Советского Союза генералам, офицерскому, сержантскому и рядовому составу Красной Армии» от 10 января 1944 года за «образцовое выполнение боевых заданий командования на фронте борьбы с немецко-фашистскими захватчиками и проявленные при этом отвагу и геройство» удостоен посмертно звания Героя Советского Союза. Также посмертно был награждён орденом Ленина.
В его честь названа улица в Острове.